# 賴建誠

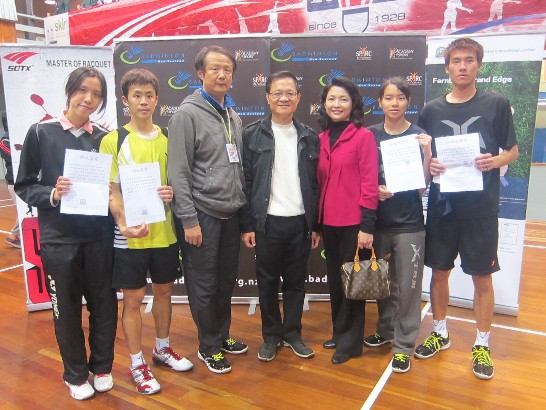
賴建誠（左二）獲得2012年奧克蘭國際賽男單冠軍

賴建誠（1985年9月11日—），臺灣羽毛球選手、教練，戴資穎的專屬教練及陪練員，曾於2019年2月至10月擔任中華台北羽球代表隊總教練。2017年最佳教練獎得主。畢業於臺北市立體育學院運動器材科技研究所。

## 學生時期
賴建誠從小學到高中都是就讀羽球傳統名校：臺北市大同區雙蓮國民小學、臺北市立成淵高級中學國中部、國立基隆高中。高中時受訓於印尼華裔教練鄭永成，與雙打名將陳宏麟為同班同學，17歲時在全國羽球排名賽乙組賽事獲得男單亞軍，成為中華民國羽球協會的甲組選手:35，但因為沒有打算成為職業選手而一直未與企業球隊簽約，大三時為了專心攻讀研究所而結束選手生涯。

## 執教生涯

### 從陪練員到教練
賴建誠在研究所畢業前夕休學服役，並被分發至高雄中學服體育替代役，在當時雄中羽球隊教練廖偉喆的牽線下成為戴資穎的陪練員，賴建誠也為了加強陪練能力自費出國參加比賽，在2012年奧克蘭羽毛球國際賽奪得男子單打冠軍。
由於當陪練員的薪水很少，賴建誠原本在替代役結束後就要回到基隆高中當老師，戴資穎的父親戴楠凱為此特別拜託賴建誠，才繼續留在高雄中學，擔任戴資穎的專屬教練兼陪練員，並在戴楠凱的協調下進入國家運動訓練中心擔任訓練員，解決薪資待遇的問題。2014年2月，賴建誠從訓練員升格為中華台北隊教練。隨著戴資穎在國際羽壇的成績愈發突出，賴建誠也隨之受到關注，並在2017年12月奪下該年的體育運動精英獎最佳教練獎。

### 擔任總教練
2018年12月6日，中華民國羽球協會召開選訓委員會議，確認由賴建誠於2019年2月接任中華台北羽球代表隊總教練，任期至2020年8月東京奧運結束為止，同時以33歲之齡成為有史以來最年輕的總教練，戴資穎個人教練一職改由原本的陪練員萬佳鑫接任。然而在上任總教練後，戴資穎的比賽成績和狀態較前兩年有明顯下滑，最終賴建誠在8個月後以「比較擅於執行訓練，所以還是回歸最原本的我，專心幫助選手訓練」為由，在韓國公開賽後正式請辭總教練一職，希望在日後專心指導戴資穎的比賽與訓練。

## 評價
戴資穎的父親戴楠凱曾經說過「沒有賴建誠，就沒有今天的戴資穎。」基隆高中羽球隊教練鄭永成認為賴建誠總是持開放態度，積極學習、吸收能力強且富有耐心，這些都是成為教練的重要條件。

## 主要比賽成績
只列出曾進入準決賽的國際賽事成績：
| 年份   | 賽事                   | 公開賽級別 | 項目     | 拍檔   | 成績 |
| ------ | ---------------------- | ---------- | -------- | ------ | ---- |
| 2012年 | 奧克蘭羽毛球國際賽     | 國際系列賽 | 男子單打 | －     | 冠軍 |
| 2012年 | 維多利亞州羽毛球國際賽 | 國際系列賽 | 男子雙打 | 邱昱翔 | 亞軍 |

| 2007-2017年 | 首要超級賽 | 超級賽 | 黃金大獎賽 | 大獎賽 | 國際挑戰賽 | 國際系列賽 | 未來系列賽 | 其他 |

## 外部連結
- 賴建誠在世界羽球聯盟的登錄資料